# Grace Yoon
Grace Yoon (* 1952 in Busan, Südkorea) ist eine Regisseurin, Schauspielerin, Performance-Künstlerin, Autorin von Hörspielen und Radio-Features. Seit 2015 arbeitet sie als Dozentin im Fachbereich Medien an der Hochschule Düsseldorf. Sie lebt in München. Ihr langjähriger Lebenspartner war der Musiker Roman Bunka.

## Auszeichnungen
- 2014 Grand Prix Nova, International Radio Drama Festival, Bukarest, Rumänien
- 2004 Prix Marulić beim Int. Radio Festival Kroatien
- 2000 Deutscher Kamerapreis
- 2000 Prix Chasseurs de Sons, Frankreich
- 2000 Best Essay Award beim Montreal World Film Festival
- 1993 Prix Futura der BBC

## Hörspiele und Features
Radio-Feature & Hörstück
- 2020: „Wie Kinder von klein auf mehrere Sprachen lernen können“ – SWR
- 2019: „Das Kabinett der Lyrik“ Wo die Gedichte wohnen – SWR
- 2019: „Zwischen Karthum und Konstanz“ Der grüne Kommunalpolitiker Mohamed Badawi  – SWR
- 2019: „Wo die Sprache endet, beginnt die Musik“  – SWR
- 2019: „Der aus Kleinem Großes macht. Der Lyriker Jan Wagner.“  – ORF
- 2017: „Über Buchstaben und Ohren“ Alphabetisierungskurse für Migrantinnen  – SWR
- 2017: „Die Schönheit des Vergänglichen“ – Georgi Gospodinow  – ORF
- 2016: „Bevor DADA da war, war DADA da“  – rbb/WDR
- 2015: „Der Verleger geht, der Dichter bleibt - Michael Krüger“  – rbb
- 2015: „Lieber Fortschritt“ Ein Hörstück mit Studenten der Hochschule Düsseldorf  – SWR
- 2015: „Meine Generation kann etwas ändern“  – SWR
- 2015: „Was groß war, hat sich als klein erwiesen“ – Czeslaw Milosz DLF
- 2014: „Kann Lyrik die Welt retten? / Can poetry save the world?“  Garry Snyder. Ein Porträt – DLF
- 2014: „LIECHTIS HASEN - Peter Liechti“  – rbb/ORF
- 2013: „Schwarz auf Schwarz“ – DLF
- 2013: „Theater und Revolution - Judith Malina“  – DLF
- 2012: „Meditation“ Aufmerksamkeit im Hier und Jetzt – rbb und BR
- 2012: „Der Spiegel des Orients: Friedrich Rückert“ West-östlicher Divan  – DLF
- 2012: „Miriam Makeba: Das Leben der Mama Afrika.“ – WDR
- 2011: „Der Widerstand gegen das Verschwinden“ Oder: „Memory is appetite“  – DLF
- 2011: „Revolution am Nil“  – rbb, SWR
- 2011: „Wegen des Akkords, den wir nicht hören“ Jorge Luis Borges und Maria Kodama  – rbb, SWR, ORF
- 2010: „Lucia Joyce - Eine Geschichte, die eigentlich nicht erzählt werden sollte“  – rbb, DLF, ORF, SWR
- 2010: “Ausfart” mit Hartmut Geerken  – DLR Kultur
- 2010: „Im Anfang ist Musik“  – BR-Klassik, DLF
- 2009: „Leben nach dem Fall“  – SWR
- 2008: „Die 68erinnen“  – SWR  und NDR
- 2008: „Musik auf leise Sohlen“ Rupert Huber  – ORF
- 2008: „Der Mythos UMM Kulthum“  – WDR, rbb, DLF, ORF
- 2007: „Lady Day, The Life of Billie Holiday“ mit Alfred Koch, Prix Italia 2007 Work on Music / Short lists  – DLF, ORF, rbb, NDR 2007
- 2006: „Der Suezkanal/Spiegel der ägyptischen Geschichte“  – rbb
- 2005: „Route 181/Eyal Sivan & Michel Khleifi“  – rbb
- 2005: „Cut Up/J. Ploog “  – SWR
- 2004: „Worte bleiben an der Küste – Sufis“  – rbb, SWR, DLF ( Prix Marulic 2004)
- 2003: „Frauenbrücke“(Marusa Kresse)  – DLR, rbb, ORF
- 2002: „Afghanistan Readymade“  – SWR
- 2002: „Allen Ginsberg - eine Hommage“  – rbb, SWR
- 2002: „Citylight/Lawrence Ferlingghetti“  – WDR
- 2001: „Performing Body/Marina Abramovich“  – SWR
- 2001: „Beat-No Beat/Ira Cohen“  – SWR
- 2001: „Sana`a, das Tor zum Jemen“ rbb, SWR
- 2001: „Not in my name / Judith Malina-Livingtheatre“  – SWR
- 2001: „Keine Eigene eine Fremde/T.B.Jellon“  – SWR
- 2000: „Ein Buch ist wie ein Stein/Mohamed Mrabet“  – SWR
- 2000: „Aleppo“  – RBB 2000 ( Prix Chasseurs de Sons 2000 )
- 1999: „Wenn die Welt ein Dorf wäre“  – SWR
- 1999: „Von Feuerstelle zu Mikrowelle“  – SWR
- 1999: „Tick-Tack“  – SFB/ORB
- 1999: „Ramadan“(co. U.Kannenberg)  – DLR, SWR, SFB
- 1998: „Experimentum Mundi“  – SWR
- 1997: „Bomb Beats“  – SFB
- 1997: „Ahlan Kairo“  – SWF
- 1997: „Al Nour Wal Amal“  – SFB
- 1996: „Donuts: Phil Minton“  – SWF, SFB
- 1996: „Animalia“  – SFB, SWF, Deutschlandradio Berlin
- 1995: „Hertz-zerreissend: Demetrio Stratos“  – WDR
- 1994: „Sitgim-Kut in Mu-Wo-Li“  – SWF

Kinder-Hörspiel – Adaptation and Director
- 2007: mit Katrin Zipse „Das Riesenmädchen und die Minipops 1 & 2“  – SWR Regie: Grace Yoon

Audio-Art, Radio-Drama
- 2017: „Love after Love“ von Ilma Rakusa Hörspielbearbeitung  – rbb, ORF
- 2015: „Murmel“ von Dieter Roth Hörspielbearbeitung  –  DLR, SWR
- 2014: „Anna Livia Plurabelle/Finnengans Wake“  – rbb Kulturradio 2012, Grand Prix Nova
- 2011: „Der Schrei der Seide“  – DLR Kultur
- 2009: „Schritt für Schritt“  – SWR
- 2008: „Pannonica/Die Jazz Musiker und ihre drei Wünsche“  – SWR
- 2007: „Stein-Time“  – SWR
- 2007: „Zutritt nur durch die Wand 2“  – DLR
- 2006: „Zutritt nur durch die Wand 1“  – SWR
- 2005: „Sonnentango“ Komposition: Luis Borda, Roman Bunka, Jost Hecker, Gesang: Stella Maria Adorf  – SWR
- 2005: „Papieroper - Fluxusradio 1 “  – SWR
- 2005: „Papieroper - Fluxusradio 2“  – SWR
- 2004: „Die verlorenen Räuber“ (G. Yoon und Michael Wogh)  – SWR
- 2004: „Von wem davon / Hörzeit für den Augenblick“  – SWR
- 2003: „Welt Markt“ Kunst-Radio / 6 Kanal Installation  – HR
- 2002: „Orbis“  – SWR
- 2001: „Family Affair“ Streichquartett: Ernst Reijseger, Xizhi Nie, Roman Bunka, Vladimir Volkov Chor: Susanne Abbuehl, Lauren Newton, Oded Ben-Horin, Bertl Mütter  – SWR, DLF
- 1999: „Illusion des Endes“  – WDR, Live-Hörspiel mit Mal Waldron, Jeanne Lee, Serguei Letov, Youri Parfenov, A. Alexandrov, Roman Bunka, Blixa Bargeld, Peter Dicke, C.Jungbauer(Internet mix) Talking Heads: Oskar Pastior, Ulrike Trüstedt, Herman de Vries, Marusa Krese, Bernhard Waldenfels, Doris Dörrie, Malachi Favors mit Blixa Bargeld, Kyoto Monks, Ensemble Muchen  – SWR, WDR
- 1998: „Boxerpoet“ / Arthur Cravan (G.Yoon und Roman Bunka) mit Martin Wuttke u. David Murray  – BR
- 1996: „Grace Im Drachenland“  – BR
- 1995: „Earborn“(G.Yoon und Roman Bunka) mit Greetje Bijma, Trinovox, Albert Kuvezin  – BR, SR
- 1994: „Koreagraphie 1-3“ Life Hörspiel mit Jeanne Lee, Monty Waters, Sainkho Namchilak, Conelia Melian, Christian Burchard, Limpe Fuchs, Martin Umbach, Peter Bear, Maren Strack, Valeri Scherstjanoi, Shirly Hirsch, 25... – BR, NDR, SWF
- 1992: „Über dem Meer das Weniger“(G.Yoon und Hans-Jurgen Schmidt)  – BR
- 1991: „Tunguska-Guska“(Grace Yoon, Sainkho Namchilak u. Iris Disse) mit Sunny Murray u. Hartmut Geerken Regie: Grace Yoon u. Roman Bunka  – BR (Prix Futura 1993)

## Diskografie
- 1993 Tunguska Guska/Eine Meteoriten-Oper (Schneeball)
- 1996 Earborn  (Jaro)

## Filmografie
- 2000 Experimentum Mundi von Grace Yoon und Doris Wedemeier
- 1991 Tatort: Die chinesische Methode